# Tyler Stites
Tyler Stites (Tucson, 18 maart 1998) is een Amerikaans wielrenner.

## Carrière
Als tweedejaars junior won Stites een etappe in de Ronde van de Abitibi. De leiderstrui die hij daaraan overhield raakte hij een dag later kwijt aan Brandon McNulty. Later dat jaar nam hij deel aan het wereldkampioenschap, waar hij de wegwedstrijd niet uitreed.
In 2017 maakte Stites, als eerstejaars belofte, de overstap naar Aevolo. In zijn tweede seizoen bij de ploeg won hij, samen met Brandon McNulty en Ian Garrison de teamproloog in de Ronde van de Elzas. Later dat jaar nam hij, met een Amerikaanse nationale selectie, deel aan de Ronde van de Toekomst. In april 2019 werd hij zevende in het eindklassement van de Joe Martin Stage Race. Een maand later werd hij vijfde in dat van de Ronde van de Gila. In de Ronde van Californië maakte hij zijn debuut in de World Tour. In 2021 won hij een etappe en het bergklassement in de Joe Martin Stage Race.
Na vijf seizoenen bij Aevolo maakte Stites in 2022 de overstap naar Project Echelon Racing. In april won hij de Redlands Bicycle Classic en twee etappes in de Ronde van de Gila. In juni bleef enkel Kyle Murphy hem voor in het nationale kampioenschap op de weg. Aan het einde van dat seizoen mocht hij stage lopen bij Human Powered Health. namens die ploeg nam hij deel aan onder meer de Ronde van Slowakije en Parijs-Chauny. Zijn stageperiode leidde echter niet tot een profcontract, waarna hij ook in 2023 voor Project Echelon Racing Reed. In april won hij voor de tweede maal op rij de Redlands Bicycle Classic. Een maand later werd hij negende in het eindklassement van de Ronde van Griekenland en won hij een etappe in de Joe Martin Stage Race. In de Ronde van Beauce, een vijfdaagse etappekoers in Canada, won hij twee etappes en het puntenklassement. In augustus won hij de proloog in de Ronde van Guadeloupe, voor zijn ploeggenoot Cade Bickmore en Ivan Centrone. De leiderstrui moest hij een dag later afstaan aan Bickmore. Na tien ritten eindigde Stites op de derde plaats in het klassement, op 37 seconden van winnaar Benjamin Le Ny. In september maakte hij deel uit van de vroege vlucht in de Maryland Cycling Classic.
In maart 2024 won Stites de Grote Prijs van Rhodos, een eendagskoers op het Griekse eiland met dezelfde naam. Een maand later won hij, voor de derde maal op rij, de Redlands Bicycle Classic. In de openingsrit van de Ronde van de Gila, met aankomst bergop in Mogollon, eindigde Stites achter Wilmar Paredes als tweede. In de tweede rit sprintte hij, achter Scott McGill en Paredes, naar de derde plek. De derde etappe, een tijdrit van 26 kilometer in en rond Tyrone, won Stites met een voorsprong van tien seconden op Walter Vargas. Paredes, de leider in het klassement, verloor bijna drieënhalve minuut, waardoor Stites de leiderstrui overnam. In de resterende twee etappes verdedigde hij zijn leiderstrui met succes, waardoor hij Alex Hoehn opvolgde als eindwinnaar.

## Overwinningen
2016
2e etappe Ronde van de Abitibi
2018
Proloog Ronde van de Elzas (ploegentijdrit)
2021
2e etappe Joe Martin Stage Race
Bergklassement Joe Martin Stage Race
2022
3e etappe Redlands Bicycle Classic (ITT)
Eindklassement Redlands Bicycle Classic
2e en 4e etappe Ronde van de Gila
2023
Proloog Tucson Bicycle Classic Stage Race
Eindklassement Tucson Bicycle Classic Stage Race
3e etappe Redlands Bicycle Classic (ITT)
Eind- en bergklassement Redlands Bicycle Classic
1e etappe Joe Martin Stage Race
4e en 5e etappe Ronde van Beauce
Puntenklassement Ronde van Beauce
Proloog Ronde van Guadeloupe
2024
Grote Prijs van Rhodos
1e en 3e etappe (ITT) Redlands Bicycle Classic
Eindklassement Redlands Bicycle Classic
3e etappe Ronde van de Gila
Eindklassement Ronde van de Gila
1e etappe Ronde van Beauce
Gastown Grand Prix

## Resultaten in voornaamste wedstrijden
|      | \| Jaar \| Clásica San Sebastián \| \| ---- \| --------------------- \| \| 2025 \| opgave \| |
| Jaar | Clásica San Sebastián                                                                        |
| 2025 | opgave                                                                                       |

## Ploegen
- 2017 –  Aevolo
- 2018 –  Aevolo
- 2019 –  Aevolo
- 2020 –  Aevolo
- 2021 –  Aevolo
- 2022 –  Project Echelon Racing
- 2022 –  Human Powered Health (stagiair vanaf 1 augustus)
- 2023 –  Project Echelon Racing
- 2024 –  Project Echelon Racing
- 2025 –  Caja Rural-Seguros RGA

Burke · Etxabe · Gervais · Haidet · Hecht · Hernandez · Mostov · Saltzman · Stites · Villalobos
Boots · Gervais · Haidet · Hecht · Hernandez · Hoehn · Islas · McKey · Saltzman · Stephenson · Stites · Villalobos
Aasvold · Bassett · Brown (tot 26/6) · Carpenter · Coté · de Kleijn · de Vos · Gibson (vanaf 6/6) · Haga · Hecht · Jensen · Joyce · King · Krul · Mannion · Murphy · Rosskopf · Swirbul · Zukowsky · Chrétien (stagiair) · Double (stagiair) · Stites (stagiair)